# بياتريس غوميز (ملكة جمال فلبينية)
بياتريس لويجي غالاردي غوميز (من مواليد 23 فبراير 1995) عارضة أزياء فلبينية ، وعامل تنمية مجتمعية ، ورياضي ، ورقيب عسكري ، وحامل لقب ملكة جمال ملكة جمال الكون الفلبين 2021. صنعت التاريخ كأول امرأة ثنائية الجنس تُوجت ملكة جمال الكون في الفلبين ، مثلت الفلبين في مسابقة ملكة جمال الكون 2021 في إيلات ، إسرائيل في ديسمبر 2021. انهت المسابقة ضمن أفضل خمس متسابقات.

## نشأتها
ولدت بياتريس لويجي جالاردي جوميز في 23 فبراير 1995 في سان فرناندو، سيبو، الفلبين. لقد نشأت على يد أم وحيدة. درست في جامعة سان خوسيه-ريكوليتوس وحصلت على شهادة في الاتصال الجماهيري. وفي الوقت نفسه، لعبت أيضًا الكرة الطائرة في الجامعة. وباعتبارها طالبة رياضية، تمكنت من الدراسة في إطار منحة رياضية. وفي عام 2022 تخرجت من الجامعة المذكورة.